# 오우치야마촌
오우치야마촌(大内山村)은 미에현 와타라이군 난세이 지역에 속했던 촌이다. 
2005년 2월 14일, 와타라이군 오미야정, 기세이정과 합병해 다이키정이 성립하였고, 오우치야마촌은 폐지되었다. 

## 지리
미야강 지류인 오우치야마 강 상류 지역에 해당한다. 대부분 산림으로 삼나무 등 인공림이 많다.전국 굴지의 다우 지대이다

## 역사
- 1876년 - 근세 이래의 고마 촌·마유미 촌·가와구치 촌·나카노 촌·요네가야 촌이 합병해 오우치야마 촌이 되었다.
- 1889년 4월 1일 - 정촌제 시행과 함께 오우치야마촌 단독으로 자치체를 형성하였다
- 2005년 2월 14일 - 오미야정, 기세이정과 합병해 다이키정이 성립하였다. 동일 오우치야마촌은 폐지되었다.

## 행정
- 촌장: 오구라 후미야(小倉文ら, 1989년 7월 1일 ）

## 교통

### 철도
- 도카이 여객철도
  - 기세이 본선

### 도로
- 국도 42호선